# 秩父川瀬祭
秩父川瀬祭（ちちぶかわせまつり）は、毎年7月19日と7月20日に開催される埼玉県秩父市の祭りである。2021年7月30日、秩父川瀬祭の川瀬と屋台の行事として、埼玉県の無形民俗文化財に指定された。

## 概要

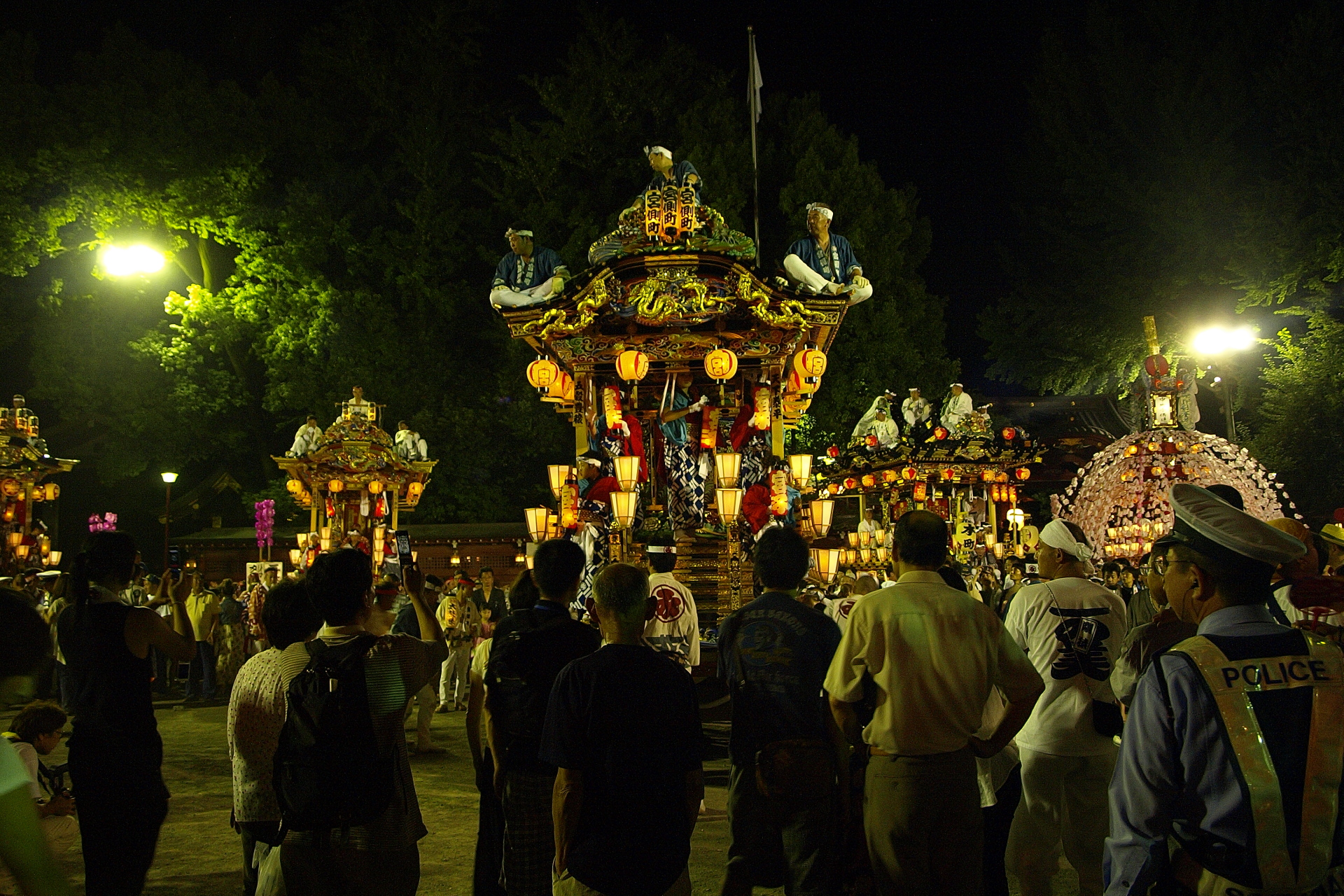
宵宮（秩父神社にて）

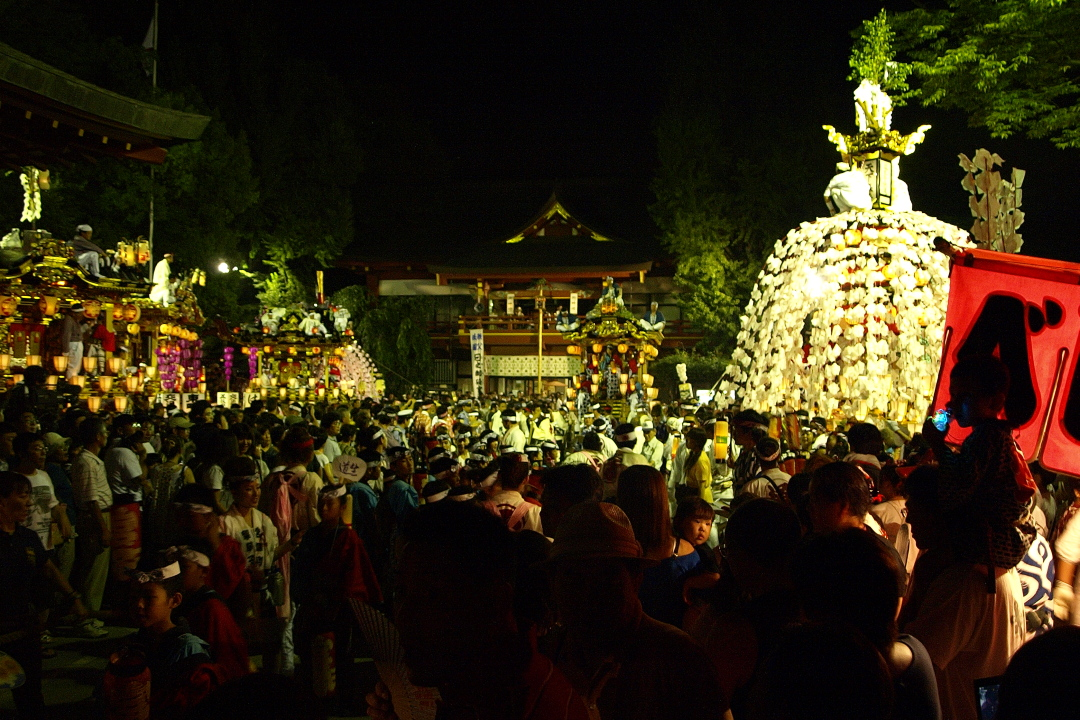
宵宮（中央奥が日御碕宮）

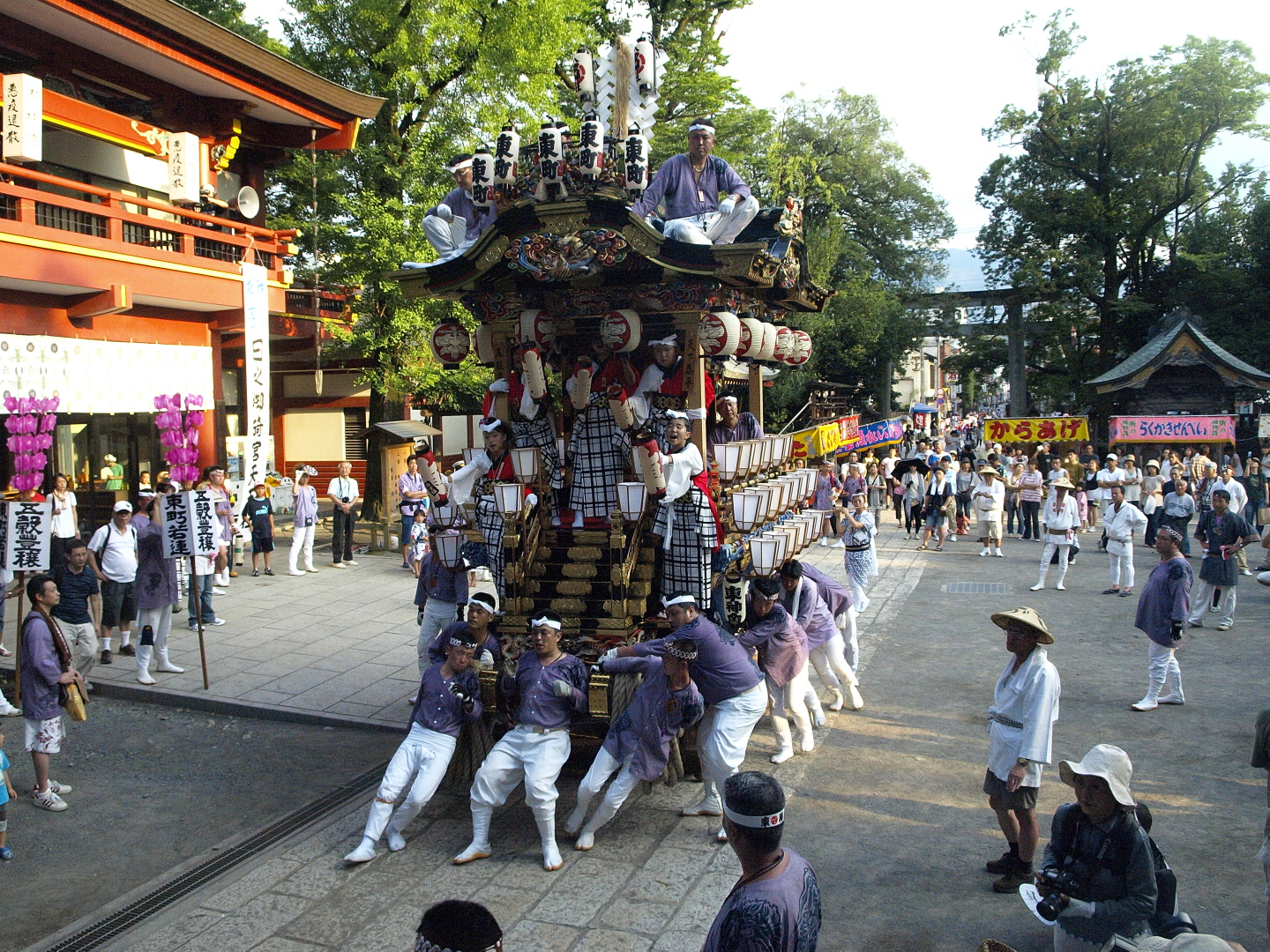
屋台

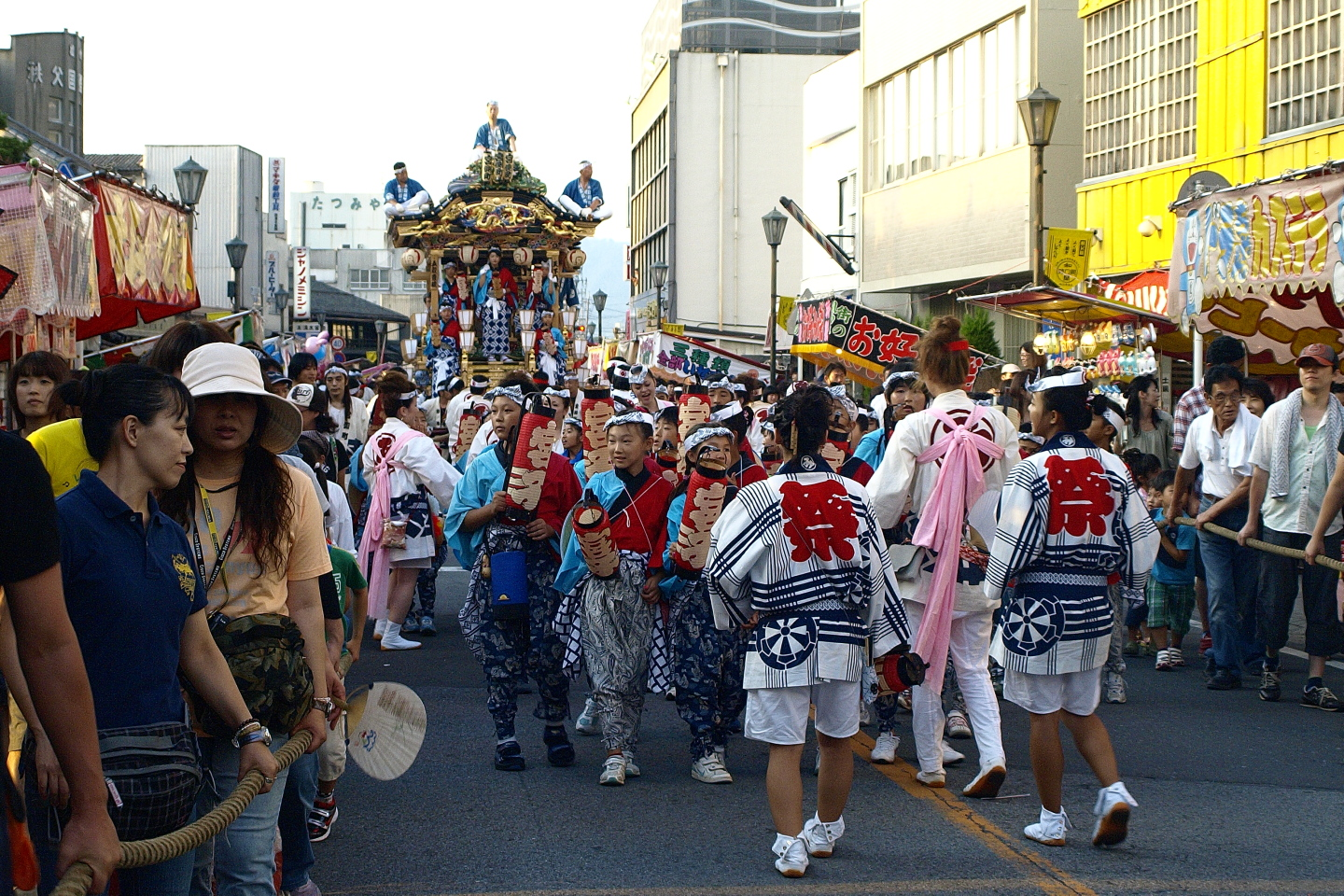
巡行の様子

平安時代に各地で流行した祇園祭がその前身とされる。1659年（万治2年）の文書に「川瀬祭」としての最初の記述が見られる。
秩父神社の境内にある日御碕宮（秩父神社の摂社のひとつ）の例祭であるが、一般には冬の秩父夜祭に対する夏祭りとして認知されている。秩父夜祭に比べると知名度は低いものの、1日あたり4〜6万人の人出がある。19日の夜には秩父川瀬祭花火大会も開催される。
秩父神社とその南側の市街地には交通規制が敷かれ、屋台4台と笠鉾4台の計8台の山車が巡行する。「子供が主役の祭り」とされており、山車の最前部に乗るのは小学生の男女（上町笠鉾と本町屋台は女子は乗せない）である。曳き手は老若男女の混合で、方向転換などのジャッキ・てこ棒の操作は男性が行う。大通り沿いは模擬店やイベントなどで賑わう。

## 行事
7月19日（宵宮）は、13時頃から山車が市内を巡行し、夜になると8台全てが秩父神社に宮入りする。そして境内の建物のひとつである「平成殿」の正面入口に高さ6mほどの柱を立ててスサノオを迎える「天王柱立神事」が行われる。それが終わる頃に秩父川瀬祭花火大会が始まり、ちょうど「平成殿」の背後に重なるように花火が打ち上げられる。そして深夜になると若者が荒川の水を汲みに行き、それを町内に撒いて清めを行なう「お水取り神事」が行われる。
7月20日は、10時頃から山車が市内を巡行し、14時頃に中村町の広場に集合する。それとは別に13時頃に神幸行列が秩父神社を出発し、山車の集まった広場の前を通って15時頃に荒川の武之鼻橋（秩父公園橋下）袂の河川敷に到着する。そして40人ほどの若者が神輿（みこし）を担いで荒川の清流の中を威勢良く進み、最後に川の水を神輿にかけて洗う「神輿洗い」の儀式が行なわれる。そして山車の巡業が夜まで続いて祭りは終了となる。
現在では夜の町内巡幸の一環として、東町屋台が同町内にある団子坂を毎年上っている。同坂は夜祭りのクライマックスとなる舞台であり、夏祭りにおいても勇壮な山車の曳き上げを見ることができる貴重な場面を供している。

### 屋台と傘鉾
川瀬祭の付け祭りとして牽引される屋台や笠鉾
|            | 所有     | 特徴 |
| ---------- | -------- | --- |
| 番場町屋台 | 番場町会 | 朱塗りの屋台で「朱（あか）い屋台」と呼ばれている。内室の周囲を飾る彫刻は中国の八仙人 元は笠鉾であったが現在は屋台となる。 |
| 宮側町屋台 | 宮側町会 | 川瀬祭屋台としてはいち早く屋型と内室（うちむろ）を付設した内室式屋台 元は笠鉾であったが現在は屋台となる。                 |
| 東町屋台   | 東町会   | 四方唐破風造（しほうからはふづくり）が特徴で、全体に均整のとれた屋台。 元は笠鉾であったが現在は屋台となる。               |
| 本町屋台   | 本町会   | 屋根の鬼板と懸魚（げぎょ）、内室（うちむろ）の立隠の左右、各一対で物語を表現している彫刻。                                |
| 熊木町笠鉾 | 熊木町会 | 腰支輪は、波に龍の彫刻で玉眼入り、江戸時代末から明治初年の作といわれている。笠の色は桃色                                  |
| 道生町笠鉾 | 道生町会 | 平成９年に上町から三代目笠鉾を譲り受け、改修。床が低く、腰支輪の幅が狭い。 笠の色は白色                                   |
| 上町笠鉾   | 上町会   | 二重垂木を採用した笠が特徴。 笠の色は白色                                                                                 |
| 中町笠鉾   | 中町会   | 「唐子遊び」を主題とし、川瀬祭笠鉾・屋台の中では特異な彫刻 笠の色は薄桃色                                                 |

### 秩父川瀬祭花火大会
7月19日の20時から約1時間に渡って行なわれる花火大会。会場は道の駅ちちぶ付近の空き地であり、宵宮で秩父神社に集まった山車の上空に華やかに打ち上げられる。

## その他
期間中、秩父鉄道では急行電車の一部に「秩父川瀬祭」のヘッドマークをつけて走行する。2004年（平成16年）から2007年（平成19年）までは電気機関車4 - 5両と客車4両で構成された「秩父川瀬祭号」が運行され、多くの鉄道ファンが撮影に訪れていた。